# 바스코 레지니
바스코 레지니(이탈리아어: Vasco Regini, 1990년 9월 9일, 이탈리아 체세나 ~ )는 현재 이탈리아 세리에 C의 리미니 FC 1912에서 뛰고있다.